# Lausitz-Arena
Die Lausitz-Arena ist eine Mehrzweckhalle im Ortsteil Spremberger Vorstadt der brandenburgischen Stadt Cottbus. Der 2002 eröffnete Bau gehört zum Sportzentrum Cottbus und ist architektonisch in zwei separaten Hallen angeordnet, wobei die Sportmehrzweckhalle (Dreifeldhalle, Parkettbelag) mit dem zu erwartenden Besucherverkehr in den Vordergrund, die Zweifeldhalle (Kunststoff-Sportbelag) für den Trainings- und Schulbetrieb in den Hintergrund gerückt ist. Die Dreifeldhalle hat eine Kapazität von 2000 Besuchern auf 1754 Plätzen (1508 Sitz- und 246 Stehplätze, plus 246 temporär aufgestellte Sitzplätze auf der Wettkampffläche). Sie wird für Großveranstaltungen (u. a. Internationales Springer-Meeting, Turnier der Meister) sowie als Spielstätte des Handballvereins LHC Cottbus genutzt.